# جنگ ایران و انگلستان
جنگ ایران و انگلستان (۱۰ آبان ۱۲۳۵ تا ۱۵ فروردین ۱۲۳۶ - اول نوامبر ۱۸۵۶ تا ۴ آوریل ۱۸۵۷) بود که میان بریتانیا و ایران قاجاری رخ داد. این جنگ در واقع بخشی از رقابت‌های «بازی بزرگ» بین بریتانیا و روسیه تزاری بر سر نفوذ در آسیای میانه بود. بریتانیا می‌خواست افغانستان به عنوان یک کشور مستقل و دوست به عنوان یک منطقه حائل در برابر گسترش روسیه به سمت هند باقی بماند. آنها با گسترش نفوذ ایران در افغانستان مخالف بودند زیرا تصور می‌کردند ایران بیش از حد تحت تأثیر روسیه است. تلاش ایران برای بازپس‌گیری هرات که در آن زمان بخشی از خاک ایران بود، بهانه‌ای برای آغاز این جنگ شد.
رقابت میان روسیه و بریتانیا بر سر نفوذ در آسیای میانه، تلاش ایران برای بازپس‌گیری شهر هرات که در آن زمان به طور اسمی تحت حاکمیت ایران بود اما عملاً مستقل عمل می‌کرد و اختلافات میان سفیر بریتانیا و دولت ایران از دلایل جنگ بودند.
بریتانیا برای جلوگیری از نفوذ ایران در هرات، نیروی دریایی خود را به خلیج فارس اعزام کرد و در دسامبر ۱۸۵۶ بوشهر را تصرف کرد. انگلیسی ها همچنین به فرماندهی ژنرال سر جیمز اوترام، عملیات نظامی را در جنوب ایران آغاز کردند و در نبرد خوشاب، ارتش ایران را شکست دادند. نیروهای بریتانیا در جنوب بین النهرین، به ویژه در محمره (خرمشهر کنونی) نیز عملیات‌هایی انجام دادند.
در پایان جنگ با امضای پیمان پاریس در سال ۱۸۵۷ پایان یافت. ایران از ادعای خود بر هرات دست کشید و بریتانیا نیروهای خود را از جنوب ایران خارج کرد.
این جنگ نشان‌دهنده قدرت نظامی بریتانیا در منطقه بود و مانع از گسترش نفوذ ایران در افغانستان شد و منطقه حائل بریتانیا در برابر روسیه را تقویت کرد. این جنگ همچنین نمونه‌ای از رقابت‌های استعماری قدرت‌های اروپایی در قرن نوزدهم در آسیا بود.

## نخستین نبرد
نخستین نبرد در سال ۱۲۵۴ ه‍.ق (۱۸۳۸ م) صورت گرفت، در زمانی محمدشاه، با سپاهیان ایران هرات را محاصره کردند و در پی این اتفاق، ایران با تهدید جدی از سوی نیروهای بریتانیایی مواجه شدند. دراین جریان، بریتانیا با اعزام پنج فروند کشتی جنگی به جزیره خارگ و برای تهدید ایران، این جزیره را اشغال کرد. سپاه ایران به ناچار در ۱۸ جمادی الثانی ۱۲۵۴ ه‍.ق (۸ سپتامبر ۱۸۳۸ م) بدون اخذ نتیجه‌ای از محاصره هرات دست برداشت و تمام شرایط بریتانیا را پذیرفت. ضعف و بی‌تدبیری حاجی میرزا آقاسی و عدم آگاهی او از اوضاع آن روز در شکست ایران نقش عمده‌ای داشت.

## نبرد دوم

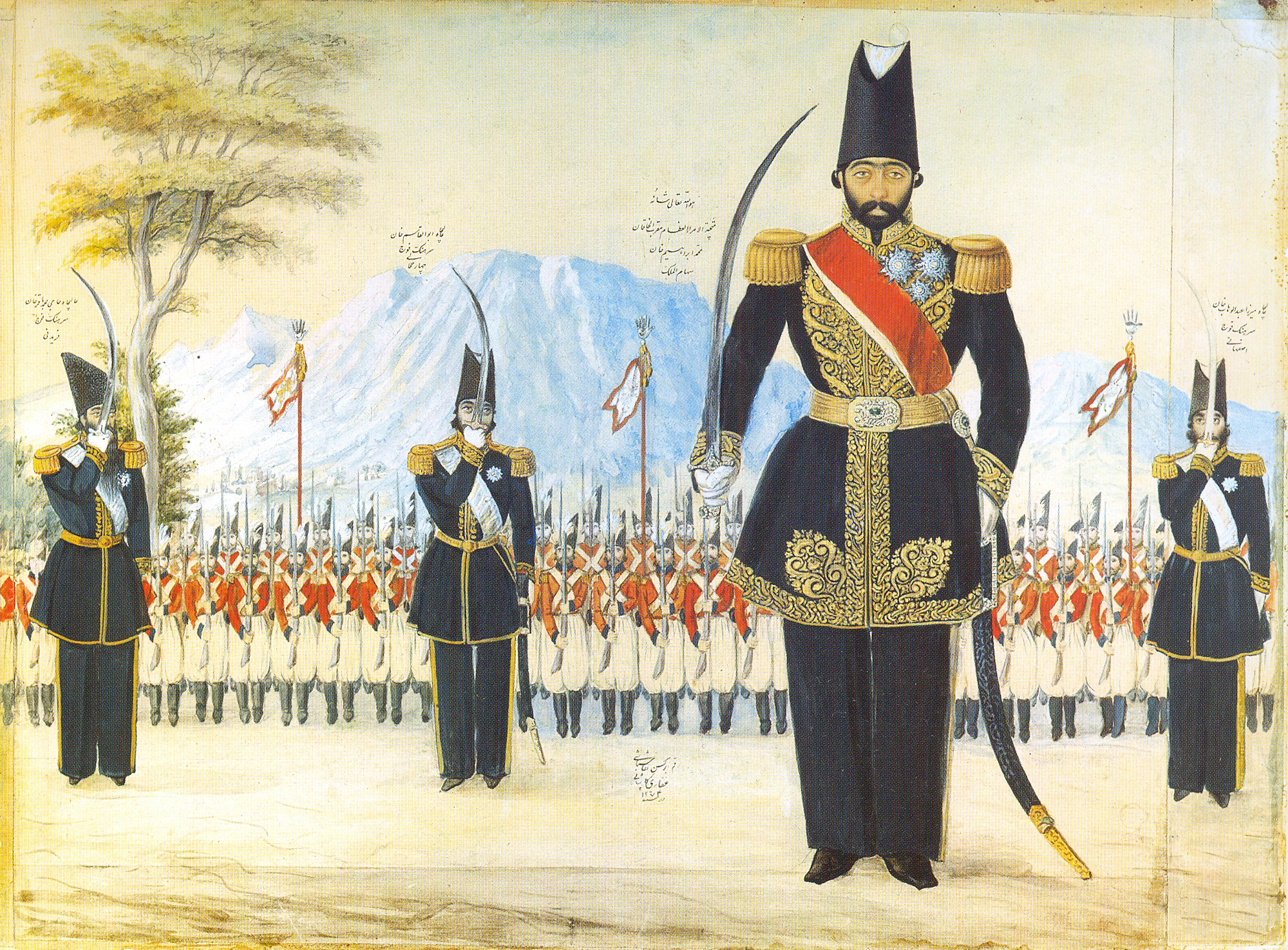
صف آرایی قشون اصفهان (۱۸۵۸ م.)

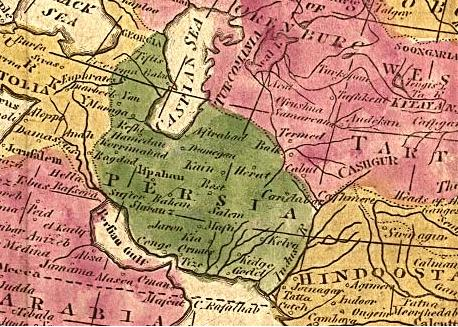
قلمرو ایران در سال ۱۸۰۸ م در یک نقشه بریتانیایی. قبل از از دست دادن سرزمین‌هایی از قفقاز در شمال ایران به امپراتوری روسیه از طریق عهدنامه گلستان در سال ۱۸۱۳ م و واگذاری هرات به بریتانیا از طریق معاهده پاریس در سال ۱۸۵۷ م.

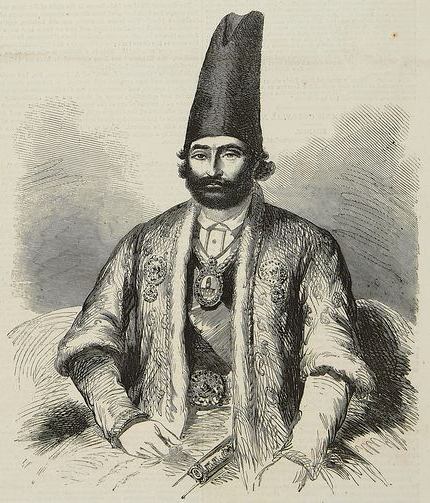
تصویر فرخ‌خان غفاری در مطبوعات لندن در سال ۱۸۵۷ م.

دیگر بار حمله بریتانیا در سال ۱۲۷۳ ه‍.ق (۱۸۵۶ م) در اوایل حکومت ناصرالدین‌شاه رخ داد. سپاهیان ایران هرات را که حاکم آن با حمایت بریتانیایی‌ها اعلام استقلال کرده بود محاصره کردند. ایران، هرات را محاصره و فتح کرد، نیروهای انگلیسی بدین بهانه به جنوب ایران حمله کرده خارگ، بوشهر، برازجان، خرمشهر و اهواز را اشغال کردند. به وسیله فشار نیروی دریایی بریتانیا و اولتیماتوم آن، به ایران، سپاهیان ایران به محاصره هرات پایان دادند که سرانجام با عقد معاهده پاریس در مارس ۱۸۵۷ م در پاریس صلح برقرار شد. این امر به‌تدریج مقدمات جدایی افغانستان را از ایران فراهم ساخت تا اینکه در سال ۱۲۷۳ ه‍.ق از ایران جدا شد.
بریتانیا که بعد از وقایع جنگ اول افغان‌ها و بریتانیا مایل به جنگ در هرات نبود، تصمیم گرفت به جای آن در سواحل خلیج فارس با طرف ایران درگیر شده و آنان را از این طریق تحت فشار قرار دهد. در این زمان میرزا آقاخان نوری صدراعظم ناصرالدین شاه، سخت و بدون پرده‌پوشی از بریتانیا حمایت می‌کرد و خود، دست‌نشانده و عامل بریتانیا بود. این جنگ‌ها که از نوامبر ۱۸۵۶ تا آوریل ۱۸۵۷ (نزدیک به پنج ماه) به طول انجامید به جدایی رسمی هرات از ایران منجر شد. هرات بخشی از ایران بود جیمز اوترام طی اولتیماتومی از ایران خواست که از هرات دست بکشد. بریتانیا می‌خواست که افغانستان مستقل شود تا در دسترس روس‌ها و ایرانی‌ها خارج شود. در این دوره روابط ایران و روسیه به صورت اتحاد بود؛ و این امر نگرانی بریتانیا را برانگیخته بود.

### جنگ بوشهر
نخستین واحد نیروهای بریتانیایی در پنجم دسامبر سال ۱۸۵۶ میلادی در نزدیکی بوشهر پیاده شدند. این گروه ابتدا به تصرف قلعه ریشهر پرداخت و سپس با بمباران بوشهر از طریق دریا، این شهر را در روز ۱۰ دسامبر به آسانی تصرف کرد. نیروهای بریتانیایی سپس به بررسی شرایط پرداختند و با توجه به اطلاع از حضور لشکر ۴۰۰۰ نفری ایرانی در شیراز، نتیجه گرفتند به برای پیشروی در خشکی به نیروی بیشتری احتیاج است و منتظر اعزام نیروی بیشتر از هند به بوشهر شدند. این نیروی کمکی در اواخر ژانویه سال ۱۸۵۷ به بوشهر رسید.

### جنگ خوشاب
جنگ خوشاب نبردی است که در هشتم فوریه ۱۸۵۷ میلادی بین سپاه ایران به فرماندهی شجاع‌الملک قشقایی ، حاکم وقت ایالت فارس و سپاه بریتانیا به فرماندهی ژنرال اوترام در چند کیلومتری برازجان در نزدیکی روستای خوشاب اتفاق افتاد بریتانیایی‌ها و نیروهای هندی عقب‌نشینی کردند و به بوشهر برگشتند. ایران این جنگ را بزرگ‌ترین پیروزی بر بریتانیا دانست اما بریتانیایی‌ها همواره این جنگ را پیروزی خود و شکست نیروهای ایرانی می‌دانند. بر اساس گزارش‌های بریتانیایی‌ها، ایرانیان در این جنگ هزار کشته و اسیر داده و بریتانیایی‌ها و هندی‌ها ۱۹ کشته داده‌اند. این جنگ پس از واقعه هرات و با اشغال جزیره خارگ و بندر بوشهر در دسامبر ۱۸۵۶ م رخ داد.

## یادداشت
1. ↑  با نام‌های جنگ ایران و انگلیس یا جنگ ایران و بریتانیا نیز شناخته می‌شود.

## مطالعه بیشتر
- English, Barbara. 1971. John Company's Last War. London: Collins.
- Hunt, Capt. G. H. and George Townsend. 1858. Outram & Havelock's Persian Campaign. London: G. Routledge & Co.
- Outram, Lieut. General Sir James. 1860. Lieut. -General Sir James Outram's Persian Campaign in 1857. London: Smith, Elder and Co.
- Walpole, Sir Spencer. 1912. A History of England from the Conclusion of the Great War in 1815. London: Longmans, Green, and Co. (vol. VI, pp. ۲۶۶–۲۷۳)